# Jakob Fellner
Jakob Fellner, také uváděn jako Jakab Fellner Fellenthali (25. července 1722 Mikulov – 12. prosince 1780 Tata), byl barokní architekt působící v Uhersku.

## Život
Jakob Fellner se stal v roce 1744 mistrem v Tatě a o čtyři roky později stavebním mistrem. Z pověření magnátského rodu Esterházy řídil barokní rozšíření paláce a města Tata, které byly zničeny v důsledku tureckých válek a Rákócziho povstání. Brzy získal další důležité zakázky. V roce 1764 ho biskup Karel Eszterházy přivedl do Egeru. V roce 1773 byl přijat do uherské šlechty.

## Dílo
- 1751/1776 – zámek Esterházyů, Tata
- 1751/1783 – kostel, Tata
- 1753 – zahrady, Tatabánya
- 1754 – kaple na kalvárii, Tata
- 1754/1758 – zámek v Čeklísi (dnes Bernolákovo)
- 1762/1767 – Lambergův zámek, Mór
- 1763/1769 – palác, Eger
- 1765/1780 – lyceum, Eger
- 1765/1776 - biskupský palác, Veszprém
- 1766 - biskupský palác a kaple, Eger
- 1768 – hotel, Vértesboglár
- 1770/1778 – starobinec, Veszprém
- 1772 - (pravděpodobně) zámeček v Častkovcích
- 1773/1775 – seminář, Veszprém
- 1773 – přestavba interiéru Eszterházyho paláce, Pápa
- 1774/1776 – velkoproboštský palác, Eger
- 1774/1783 – kostel, Pápa
- 1775/1777 - kostel, Nagyigmánd
- 1777 - kostel, Gyömrő
- 1777 - kostel, Borsodszirák
- 1777 - kostel, Ászár
- 1773 - kostel, Pápa